# Marmosa
Marmosa és un gènere d'espècies de membres relativament petits de l'ordre dels didelfimorfs, o opòssums. Els representants d'aquest grup tenen una àmplia distribució a la meitat septentrional de Sud-amèrica i la pràctica totalitat de Centreamèrica.

## Taxonomia
El gènere Marmosa conté 24 espècies vivents repartides en 5 subgèneres:
- Subgènere Eomarmosa (1 espècie)
  - Marmosa vermella (M. rubra)
- Subgènere Exulomarmosa (6 espècies)
  - M. isthmica
  - Marmosa de Mèxic (M. mexicana)
  - Marmosa de Robinson (M. robinsoni)
  - M. simonsi
  - Marmosa taronja (M. xerophila)
  - M. zeledoni
- Subgènere Marmosa (4 espècies)
  - Marmosa quítxua (M. macrotarsus)
  - Marmosa murina (M. murina)
  - Marmosa de Tyler (M. tyleriana)
  - Marmosa de Waterhouse (M. waterhousei)
- Subgènere Micoureus (11 espècies)
  - Marmosa d'Alston (M. alstoni)
  - Marmosa constància (M. constantiae)
  - Marmosa cendrosa (M. demerarae)
  - M. germana
  - Marmosa de Jansa (M. jansae)
  - Marmosa del Huallaga (M. parda)
  - M. paraguayana
  - M. perplexa
  - Marmosa andina colombiana (M. phaea)
  - M. rapposa
  - Marmosa de Rutter (M. rutteri)
- Subgènere Stegomarmosa (3 espècies)
  - Marmosa d'Anderson (M. andersoni)
  - Marmosa chachapoya (M. chachapoya)
  - Marmosa graciosa (M. lepida)